# Liechtensteinische Poolbillard-Meisterschaft
Die liechtensteinische Poolbillard-Meisterschaft ist ein jährlich ausgetragenes Poolbillardturnier, bei dem die Liechtensteinischen Meister in den Disziplinen 14/1 endlos, 8-Ball, 9-Ball und 10-Ball und in der Gesamtwertung ermittelt werden. Der Wettbewerb wird vom Billardverband Fürstentum Liechtenstein veranstaltet und findet in Schaan statt.

## Liechtensteinische Meister
| Jahr | 14/1 endlos         | 8-Ball             | 9-Ball             | 10-Ball            | Gesamtwertung       |
| ---- | ------------------- | ------------------ | ------------------ | ------------------ | ------------------- |
| 2010 | Sathaphon Sophaku   | Alessandro Banzer  | Sathaphon Sophaku  | Patrick Pomberger  | Patrick Pomberger   |
| 2011 | Alessandro Banzer   | Oliver Müller      | Branko Kosic       | Sathaphon Sophaku  | Marco Cristoforetti |
| 2012 | Branko Kosic        | Michael Biedermann | Alessandro Banzer  | Sathaphon Sophaku  | Michael Biedermann  |
| 2013 | Michael Biedermann  | Patrick Pomberger  | Patrick Pomberger  | Michael Biedermann | Patrick Pomberger   |
| 2014 | Marco Cristoforetti | Sathaphon Sophaku  | Alessandro Banzer  | Fabian Schierscher | Alessandro Banzer   |
| 2015 | Patrick Pomberger   | Patrick Pomberger  | Sathaphon Sophaku  | Patrick Pomberger  | Patrick Pomberger   |
| 2016 | Patrick Pomberger   | Patrick Pomberger  | Patrick Pomberger  | Patrick Pomberger  | Patrick Pomberger   |
| 2017 | Alessandro Banzer   | Fabian Schierscher | Fabian Schierscher | Sathaphon Sophaku  | Fabian Schierscher  |
| 2018 | Michael Biedermann  | Patrick Pomberger  | Patrick Pomberger  | Fabian Schierscher | Patrick Pomberger   |
| 2019 | Sathaphon Sophaku   | Fabian Schierscher | Sathaphon Sophaku  | Michael Biedermann | Sathaphon Sophaku   |

### Rangliste
| Platz | Spieler             | 14/1 | 8-Ball | 9-Ball | 10-Ball | GW | Gesamt |
| ----- | ------------------- | ---- | ------ | ------ | ------- | -- | ------ |
| 1     | Patrick Pomberger   | 2    | 4      | 3      | 3       | 5  | 17     |
| 2     | Sathaphon Sophaku   | 2    | 1      | 3      | 3       | 1  | 10     |
| 3     | Alessandro Banzer   | 2    | 1      | 2      | 0       | 1  | 6      |
| 3     | Michael Biedermann  | 2    | 1      | 0      | 2       | 1  | 6      |
| 3     | Fabian Schierscher  | 0    | 2      | 1      | 2       | 1  | 6      |
| 6     | Marco Cristoforetti | 1    | 0      | 0      | 0       | 1  | 2      |
| 6     | Branko Kosic        | 1    | 0      | 1      | 0       | 0  | 2      |
| 8     | Oliver Müller       | 0    | 1      | 0      | 0       | 0  | 1      |

## Medaillengewinner

### 2010
| Disziplin     | Gold              | Silber                               | Bronze             | Bronze |
| ------------- | ----------------- | ------------------------------------ | ------------------ | ------ |
| 14/1 endlos   | Sathaphon Sophaku | Michael Biedermann                   | Patrick Pomberger  |        |
| 8-Ball        | Alessandro Banzer | Patrick Pomberger                    | Chrigel Beusch     |        |
| 9-Ball        | Sathaphon Sophaku | Patrick Pomberger                    | Chrigel Beusch     |        |
| 10-Ball       | Patrick Pomberger | Alessandro Banzer                    | Michael Biedermann |        |
| Gesamtwertung | Patrick Pomberger | Michael Biedermann Sathaphon Sophaku | –                  |        |

### 2011
| Disziplin     | Gold                | Silber              | Bronze              | Bronze |
| ------------- | ------------------- | ------------------- | ------------------- | ------ |
| 14/1 endlos   | Alessandro Banzer   | Marco Cristoforetti | Chrigel Beusch      |        |
| 8-Ball        | Oliver Müller       | Michael Biedermann  | Marco Cristoforetti |        |
| 9-Ball        | Branko Kosic        | Marco Cristoforetti | Heinz Kropf         |        |
| 10-Ball       | Sathaphon Sophaku   | Michael Biedermann  | Alessandro Banzer   |        |
| Gesamtwertung | Marco Cristoforetti | Alessandro Banzer   | Michael Biedermann  |        |

### 2012
| Disziplin     | Gold               | Silber             | Bronze              | Bronze |
| ------------- | ------------------ | ------------------ | ------------------- | ------ |
| 14/1 endlos   | Branko Kosic       | Michael Biedermann | Sathaphon Sophaku   |        |
| 8-Ball        | Michael Biedermann | Alessandro Banzer  | Chrigel Beusch      |        |
| 9-Ball        | Alessandro Banzer  | Branko Kosic       | Marco Cristoforetti |        |
| 10-Ball       | Sathaphon Sophaku  | Michael Biedermann | Hansjörg Dutler     |        |
| Gesamtwertung | Michael Biedermann | Sathaphon Sophaku  | Marco Cristoforetti |        |

### 2013
| Disziplin     | Gold               | Silber              | Bronze              | Bronze |
| ------------- | ------------------ | ------------------- | ------------------- | ------ |
| 14/1 endlos   | Michael Biedermann | Chrigel Beusch      | Patrick Pomberger   |        |
| 8-Ball        | Patrick Pomberger  | Michael Biedermann  | Marco Cristoforetti |        |
| 9-Ball        | Patrick Pomberger  | Marco Cristoforetti | Branko Kosic        |        |
| 10-Ball       | Michael Biedermann | Patrick Pomberger   | Marco Cristoforetti |        |
| Gesamtwertung | Patrick Pomberger  | Michael Biedermann  | Marco Cristoforetti |        |

### 2014
| Disziplin     | Gold                | Silber              | Bronze             | Bronze |
| ------------- | ------------------- | ------------------- | ------------------ | ------ |
| 14/1 endlos   | Marco Cristoforetti | Alessandro Banzer   | Sathaphon Sophaku  |        |
| 8-Ball        | Sathaphon Sophaku   | Michael Biedermann  | Fabian Schierscher |        |
| 9-Ball        | Alessandro Banzer   | Oliver Müller       | Michael Biedermann |        |
| 10-Ball       | Fabian Schierscher  | Alessandro Banzer   | Michael Biedermann |        |
| Gesamtwertung | Alessandro Banzer   | Marco Cristoforetti | Sathaphon Sophaku  |        |

### 2015
| Disziplin     | Gold              | Silber             | Bronze             | Bronze |
| ------------- | ----------------- | ------------------ | ------------------ | ------ |
| 14/1 endlos   | Patrick Pomberger | Sathaphon Sophaku  | Oliver Müller      |        |
| 8-Ball        | Patrick Pomberger | Michael Biedermann | Fabian Schierscher |        |
| 9-Ball        | Sathaphon Sophaku | Fabian Schierscher | Oliver Müller      |        |
| 10-Ball       | Patrick Pomberger | Sathaphon Sophaku  | Fabian Schierscher |        |
| Gesamtwertung | Patrick Pomberger | Sathaphon Sophaku  | Fabian Schierscher |        |

### 2016
| Disziplin     | Gold              | Silber             | Bronze              | Bronze |
| ------------- | ----------------- | ------------------ | ------------------- | ------ |
| 14/1 endlos   | Patrick Pomberger | Sathaphon Sophaku  | Michael Biedermann  |        |
| 8-Ball        | Patrick Pomberger | Roger Bruderer     | Martin Heeb         |        |
| 9-Ball        | Patrick Pomberger | Michael Biedermann | Marco Cristoforetti |        |
| 10-Ball       | Patrick Pomberger | Sathaphon Sophaku  | Steve Heeb          |        |
| Gesamtwertung | Patrick Pomberger | Michael Biedermann | Steve Heeb          |        |

### 2017
| Disziplin     | Gold               | Silber             | Bronze             | Bronze |
| ------------- | ------------------ | ------------------ | ------------------ | ------ |
| 14/1 endlos   | Alessandro Banzer  | Roger Bruderer     | Sathaphon Sophaku  |        |
| 8-Ball        | Fabian Schierscher | Patrick Pomberger  | Oliver Müller      |        |
| 9-Ball        | Fabian Schierscher | Patrick Pomberger  | Berno Heeb         |        |
| 10-Ball       | Sathaphon Sophaku  | Michael Biedermann | Alessandro Banzer  |        |
| Gesamtwertung | Fabian Schierscher | Patrick Pomberger  | Michael Biedermann |        |

### 2018
| Disziplin     | Gold               | Silber             | Bronze             | Bronze |
| ------------- | ------------------ | ------------------ | ------------------ | ------ |
| 14/1 endlos   | Michael Biedermann | Patrick Pomberger  | Branko Kosic       |        |
| 8-Ball        | Patrick Pomberger  | Fabian Schierscher | Michael Biedermann |        |
| 9-Ball        | Patrick Pomberger  | Fabian Schierscher | Mumin Veseli       |        |
| 10-Ball       | Fabian Schierscher | Patrick Pomberger  | Steve Heeb         |        |
| Gesamtwertung | Patrick Pomberger  | Fabian Schierscher | Michael Biedermann |        |

### 2019
| Disziplin     | Gold               | Silber             | Bronze             | Bronze |
| ------------- | ------------------ | ------------------ | ------------------ | ------ |
| 14/1 endlos   | Sathaphon Sophaku  | Fabian Schierscher | Michael Biedermann |        |
| 8-Ball        | Fabian Schierscher | Sathaphon Sophaku  | Patrick Pomberger  |        |
| 9-Ball        | Sathaphon Sophaku  | Patrick Pomberger  | Joao Moreira       |        |
| 10-Ball       | Michael Biedermann | Sathaphon Sophaku  | Fabian Schierscher |        |
| Gesamtwertung | Sathaphon Sophaku  | Fabian Schierscher | Michael Biedermann |        |